# TripTank
TripTank är en amerikansk animerad TV-serie. Den hade premiär den 2 april 2014 på Comedy Central. 
Serien innehåller sketcher som är gjorda i flera olika animerade stilar och av flera olika manusförfattare. Trots att det inte finns något direkt samband mellan historierna är satir det genomgående temat.
Bill Oakley, Wayne Brady, Bob Odenkirk, Tom Kenny, Larry David, Zach Galifianakis och John DiMaggio är exempel på röstskådespelare som medverkat i TripTank.